# 熱帶風暴薔薇 (2020年)
熱帶風暴薔薇（英語：Tropical Storm Jangmi，國際編號：2005，聯合颱風警報中心：WP052020，菲律賓大氣地球物理和天文管理局：Enteng）是2020年太平洋颱風季第5個被命名的風暴。「薔薇」（韓語：장미）一名由韓國提供，即薔薇，象徵時尚。其氣味雖然芬芳，但莖部常帶有刺；常生於灌木叢中。

## 發展過程
8月6日，一個熱帶擾動在菲律賓東方海域生成，美國海軍研究實驗室給予擾動編號94W。
8月7日上午8時，日本氣象廳將其升格為熱帶低氣壓。下午7時，聯合颱風警報中心將其評級提升為「中」。
8月8日凌晨2時，日本氣象廳對其發布烈風警報。同時，台灣中央氣象局將其升格為熱帶性低氣壓，給予編號TD06，並對其發布路徑預測。 上午4時半，聯合颱風警報中心將其評級提升為「高」，並對其發布熱帶氣旋形成警報。下午1時，聯合颱風警報中心將其升格為熱帶低氣壓，給予熱帶氣旋編號05W。
8月9日，凌晨2時，日本氣象廳將其升格為熱帶風暴，給予國際編號2005，並命名「薔薇」。同時，中國國家氣象中心將其升格為熱帶風暴。台灣中央氣象局將其升格為輕度颱風。隨後，香港天文台將其升格為熱帶低氣壓。上午8時，香港天文台將其升格為熱帶風暴。薔蜜在8月10日下午2時50分，於慶尚南道巨濟島南端登陸。下午10時，聯合颱風警報中心對其發出最後警告。
8月11日上午8時，日本氣象廳表示薔蜜在日本海轉化為溫帶氣旋。

## 外部連結
| 太平洋颱風季             |
| 主題頁 - 專題 - 編輯指南 |

- （日語）日本氣象廳首頁 （页面存档备份，存于）
- （英文）聯合颱風警報中心首頁 （页面存档备份，存于）
- （简体中文）中國國家氣象中心首頁 （页面存档备份，存于）
- （繁體中文）臺灣中央氣象局首頁 （页面存档备份，存于）
- （繁體中文）香港天文台首頁 （页面存档备份，存于）
- （繁體中文）澳門地球物理暨氣象局首頁 （页面存档备份，存于）
- （英文）菲律賓大氣地球物理和天文管理局 惡劣天氣公告 （页面存档备份，存于）
- （泰文）泰國氣象局首頁 （页面存档备份，存于）